# Yolanda von Ungarn

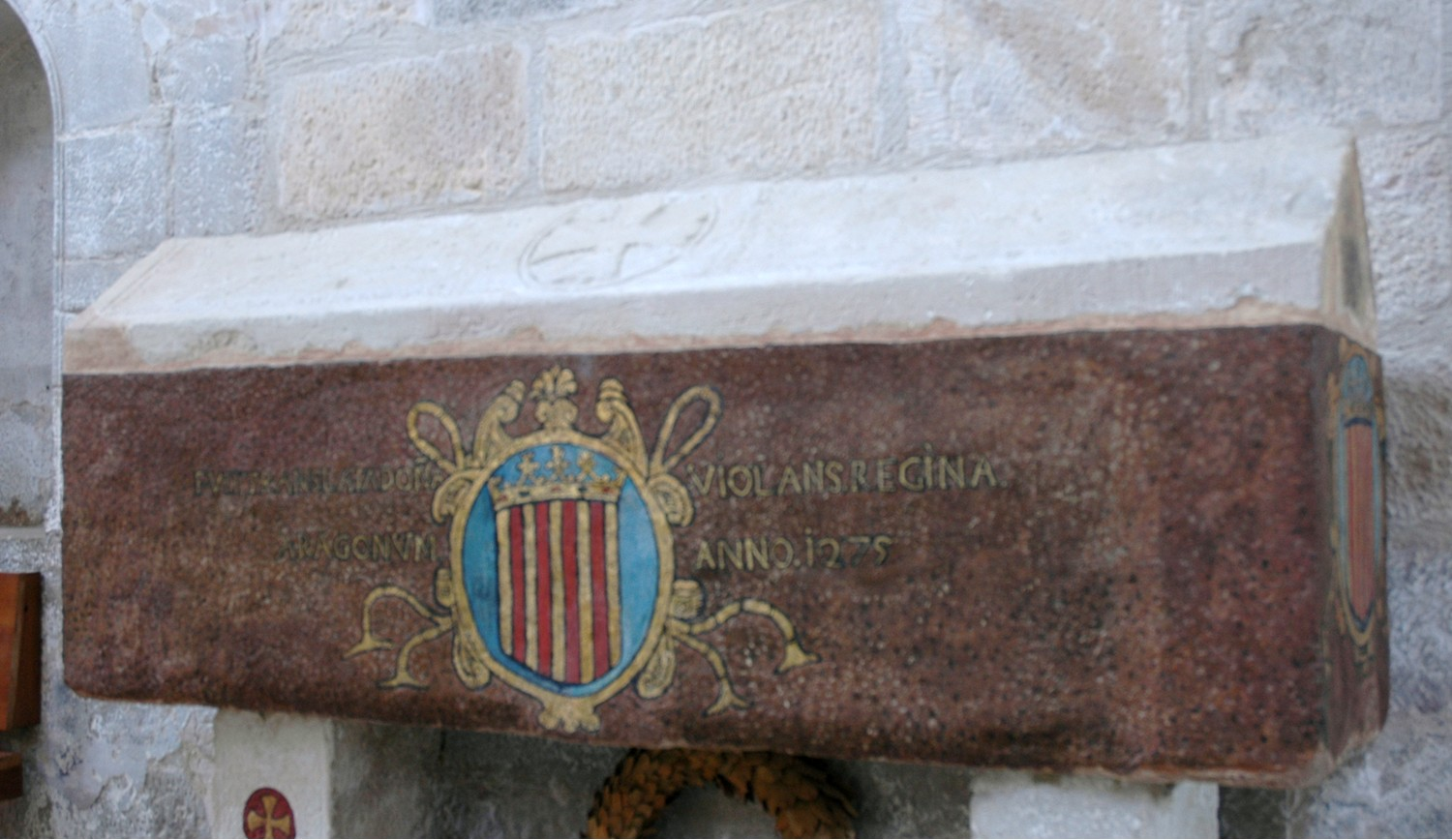
Grab der Yolanda von Ungarn

Yolanda von Ungarn (in Katalonien auch Violante genannt, * 1219; † 9. Oktober 1251 in Huesca) war eine ungarische Prinzessin und Königin von Aragón.

## Leben
Sie war die Tochter von König Andreas II. von Ungarn aus dessen zweiter Ehe mit Jolante von Courtenay, der Tochter des Lateinischen Kaisers Peter von Konstantinopel. Sie war damit eine Halbschwester der Elisabeth von Thüringen (Heilige Elisabeth).
Sie war, als dessen zweite Ehefrau, mit König Jakob I. von Aragón verheiratet. Sie hatten zehn Kinder.
- Violante von Aragón (* 1236; † 1301), ⚭ König Alfons X. von Kastilien
- Konstanze (* 1239; † um 1269), ⚭ Manuel von Kastilien, Herr von Escalona, Penafiel und Villena
- Isabella von Aragón (* 1243; † 1271), ⚭ König Philipp III. von Frankreich
- Peter III. (* 1240; † 1285), König von Aragón
- Jaume II. (* 1243; † 1311), 1276 König von Mallorca
- Fernando (* 1245; † 1250)
- Sancho (* 1246; † 1251)
- Maria (* 1248; † 1267), Nonne in Sijena
- Sancho (* 1250; † 1275), Erzbischof von Toledo
- Leonor (* 1251; † jung)

Sie starb 1251; ihre Grabstätte befindet sich im Kloster Santa Maria de Vallbona.